# نبيل لوقا بباوي
نبيل لوقا بباوي  (1944-2021) أكاديمي ومحامي كاتب مصري وكان عضو بمجلس الشورى المصري، 
ولد بقنا عام 1944 وتخرج في كلية الشرطة عام 1966 وحصل على ثمانية شهادتي دكتوراه إحداهما في الاقتصاد والأخرى في القانون، عمل أستاذا للقانون في كلية الشرطة، وخرج على المعاش برتبة لواء عام 1992،  وهو أيضاً باحث يؤمن بالمسيحية الأرثوذكسية، له العديد من المؤلفات في الشؤون المسيحية والإسلامية والاقتصادية، توفي سنة 2021 في القاهرة

## حياته وتعليمه
من مواليد قرية بهجور، نجع حمادي، محافظة قنا، عام 1944. تخرج في كلية الشرطة عام 1966 وحصل على 8 شهادتي دكتوراه وهي: دكتوراة في القانون الجنائي دكتوراة في الاقتصاد ودكتوراة في الشريعة الإسلامية ودكتوراة في القانون الدولى ودكتوراة في علوم الشرطة ودكتوراة في الشريعة المسيحية ودكتوراه في القانون العام.
كان يعمل بجهاز الشرطة حتى رتبة اللواء في مختلف اقسام وادارات الجهاز اغلبها مديرية امن القاهرة ووزارة الداخلية وأستاذ غير متفرغ بكلية الشرطة والحقوق.

## الحالة الإجتماعية
متزوج من طبيبة كانت وكيلة وزارة الصحة وله بنتان.

## الوظائف السياسية
كان عضوا بمجلس الشورى ووكيلا للجنه الثقافة والاعلام والسياحة بمجلس الشورى، وكان عضوا بلجنة الثقافة بالمجالس القومية المتخصصة.

## النشاط الاجتماعى
كان رئيسا لنادى ليونز القاهرة وهو نادى اجتماعى وعضوا باللجنة العليا لليونز على مستوى الجمهورية.

## التقديرات العلمية
1- حاصل على جائزة الدولة التشجيعية في العلوم الاجتماعية بمصر عام 2004 من المجلس الاعلى للثقافه.
2- حاصل على جائزة الجنادرية بالسعودية لاحسن كتابى اسلامى عام 2007وهو كتاب «أنتشار الإسلام بحد السيف بين الحقيقة والأفتراء».
3- حاصل على جائزة التفوق عام 2016 من المجلس الاعلى للثقافه.

## الكتب والمؤلفات
| 1. الإرهاب صناعة غير اسلامية. 2. مشاكل الاقباط في مصر وحلولها. 3. انتشار الإسلام بحد السيف بين الحقيقة والافتراء. 4. السيدة العذراء وادعاء المفترين. 5. زوجات الرسول ﷺ بين الحقيقة والافتراء. 6. الوحدة الوطنية وخطورة مناقشة العقائد. 7. عدم دستورية قانون الاحوال الشخصية للمسيحيين. 8. محمد ﷺ والخناجر المسمومة الموجهة اليه. 9. مشكلة بناء وترميم الكنائس والحل قانون دور عبادة موحد. 10. الإسلام والتعايش السلمى مع الديانات الأخرى. 11. مشكلة اسلام المسيحيين وتنصير المسلمين والحل لنعيش في سلام دائم. 12. عبقرية محمد ﷺ. 13. الاعتراف بالاخر في الإسلام وحقوق المسيحيون في الدولة الإسلامية. 14. عبقرية السيد المسيح. 15. الاقباط.. هل ساعدوا المسلمين في فتح مصر؟ 16. غزوات الرسول ﷺ. 17. البابا شنودة الثالث والسهام الطائشة الموجهة اليه. 18. جرائم النقد بين القانون والواقع. 19. النظرية العامة للجرائم الجمركية. 20. حقوق وواجبات غير المسلمين في الدولة الإسلامية. 21. حياة محمد ﷺ من ميلاده حتى وفاته. 22. السيد المسيح في الفكر الاسلامى والمسيحى وكيفية التعايش بينهما | 1. اندماج الأرثوذكسية والكاثوليكية والبروتستنتينية والعودة للمسيحية الأولى. 2. القيادة الادارية. 3. الرد على شفرة دافنشى والرسوم المسيئة للرسول ﷺ. 4. شرح قانون الاجراءات الجنائية. 5. الحج للاماكن المقدسة بالقدس للمسيحيين والمسلمين واليهود. 6. الإسلام والغرب تعايش ام صراع. 7. حقوق الاقباط في الشريعة الإسلامية وحقوقهم في مصر الآن. 8. شرح قانون العقوبات. 9. نموذج شنودة طنطاوى في الوحدة الوطنية. 10. الجزية هل كانت ضريبة ام عقوبة على المسيحيين؟. 11. السيدة العذراء في الفكرين الاسلامى والمسيحى. 12. مستقبل البشرية في حوار الحضارات بدلا من الصراع. 13. فيلم واحد – صفر ومشكلة طلاق المسيحيين. 14. الرد على رواية عزازيل ومدى المساس بالعقائد المسيحية. 15. مواجهة الإرهاب في مصر ودول العالم. 16. حقوق الإنسان في الإسلام والغرب وتطبيقاته. 17. كفاية ظلم المسيحيين وحلوا مشاكلهم في أطار الوحدة الوطنية. 18. الوحدة الوطنية في مصر هي الحل. 19. البابا تواضروس وزيارته للقدس والافتراء على قداسه. 20. حل مشكلة أسلام المسيحيين وتنصير المسلمين طبقا للإنجيل والقران لتحقيق الوحدة الوطنية. 21. تعاليم السيد المسيح ترفض الكاثولكية والبروتستينية والأرثوذكسية وتعاليمه تدعو للمسيحية الأولى التي أستمرت 154 عاما قبل الانقسام الأول. 22. كتاب تحت الطبع " معجزات موسى والمسيح ومحمد ﷺ لا يجوز تفسيرها بالعقل تحقيقا للوحدة الوطنية. |

## المؤتمرات الدولية التي قدمت فيها ابحاثا علمية
1-  مؤتمر المجلس الاعلى للشئون الإسلامية المنعقد بتاريخ 24/7/1996 بحث عن الإسلام ومستقبل الحوار الحضارى.
2-  مؤتمر المجلس الاعلى للشئون الإسلامية المنعقد بتاريخ 12/7/1997 بحث عن الإسلام والغرب الماضى والحاضر والمستقبل.
3-    مؤتمر المجلس الاعلى للشئون الإسلامية المنعقد بتاريخ 5/7/1998 بحث عن الإسلام والقرن الحادى والعشرون.
4-  مؤتمر المجلس الاعلى للشئون الإسلامية المنعقد بتاريخ 12/6/2000 بحث عن نحو مشروع حضارى لنهضه الأمة الإسلامية.
5-  مؤتمر المجلس الاعلى للشئون الإسلامية المنعقد بتاريخ 9/5/2002 بحث عن مستقبل الأمة الإسلامية.
6-  مؤتمر المجلس الاعلى للشئون الإسلامية المنعقد بتاريخ 20/5/2002 بحث عن حقيقة الإسلام في عالم متغير.
7-  مؤتمر المجلس الاعلى للشئون الإسلامية المنعقد بتاريخ 31/5/2002 بحث عن تجديد الفكر الاسلامى.
8-  مؤتمر المجلس الاعلى للشئون الإسلامية المنعقد بتاريخ 28/4/2004 بحث عن التسامح في الحضارة الإسلامية.
9-  مؤتمر المجلس الاعلى للشئون الإسلامية المنعقد بتاريخ 1/5/2004 بحث عن التسامح في الحضارة الإسلامية.
10-         مؤتمر المجلس الاعلى للشئون الإسلامية المنعقد بتاريخ 20/4/2005 بحث عن انسانية الحضارة الإسلامية.
11-         مؤتمر المجلس الاعلى للشئون الإسلامية المنعقد بتاريخ 9/4/2006 بحث عن مشكلات العالم الاسلامى وعلاجها في ظل العولمة.
12-         مرتمر الجنادرية بالسعودية المنعقد بتاريخ 28/8/2007 بحث عن انتشار الإسلام بحد السيف بين الحقيقة والافتراء.
13-         مؤتمر المجلس الاعلى للشئون الإسلامية المنعقد بتاريخ 16/3/2008 بحث عن مقومات الأمن المجتمعى في الإسلام.
14-         مؤتمر المجلس الاعلى للشئون الإسلامية المنعقد بتاريخ 5/3/2009 بحث عن تجديد الفكر الاسلامى.
15-         مؤتمر حوار الاديان بمدريد اسبانيا تحت رعاية خادم الحرمين المنعقد بتاريخ 16/6/2009 بحث عن الإرهاب صناعة غير اسلامية.
16-         مؤتمر المجلس الاعلى للشئون الإسلامية المنعقد بتاريخ 23/2/2010 بحث عن مقاصد الشريعة الإسلامية وقضايا العصر.
17-         مؤتمر المجلس الاعلى للشئون الإسلامية المنعقد بتاريخ 24/3/2014 بحث عن خطورة الفكر التكفيرى والفتوى بدون علم على المصالح الوطنية والعلاقات الدولية.
18-         مؤتمر المجلس الاعلى للشئون الإسلامية المنعقد بتاريخ 1/3/2015 بحث عن عظمة الإسلام واخطاء بعض المنتسبين اليه.

## وصلات خارجية
- هل أحرق عمرو بن العاص مكتبة الإسكندرية؟, بقلم: د. نبيل لوقا بباوي، أستاذ القانون الجنائي، قضايا وآراء، جريدة الأهرام المصرية العدد 42654, بتاريخ 18 سبتمبر 2003 م
- عمرو بن العاص وكنيسه مرقس الرسول، بقلم: أ.د. نبيل لوقا بباوي، جريدة الأهرام المصرية، 22 يناير 2004م، العدد 42780
- دلالات وشائج الوحدة الوطنية بقلم: أ.د. نبيل لوقا بباوي، جريدة الأهرام المصرية، 15 مارس 2001 العدد 41737